# Žizdra (město)
Žizdra (rusky Жиздра) je město v Kalužské oblasti v Ruské federaci. Při sčítání lidu v roce 2010 měla přibližně 5,5 tisíce obyvatel.

## Poloha a doprava
Žizdra leží na stejnojmenné řece, levém přítoku Oky v povodí Volhy. Od Kalugy, správního střediska oblasti, je vzdálena přibližně 180 kilometrů jihozápadně.
Deset kilometrů východně od města leží železniční stanice Zikejevo na trati z Moskvy přes Brjansk do Kyjeva uvedené do provozu v roce 1899. Rovněž východně od města vede dálnice M3 spojující stejná města.

## Dějiny
Městem je Žizdra od roku 1777.
Za druhé světové války byla Žizdra 5. října 1941 obsazena německou armádou a 16. srpna 1943 dobyta zpět jednotkami Západního frontu Rudé armády v rámci operace Kutuzov. Během druhé světové války byla mimo jiné zničena železniční odbočka ze Zikejeva do města, která už nebyla obnovena.

### Rodáci
- Alexej Stanislavovič Jelisejev (* 1934), kosmonaut